# Нижние Коквицы
Нижние Коквицы — деревня в Усть-Вымском районе Республики Коми в составе сельского поселения Кожмудор.

## География
Расположена на берегу двух озёр: Ыджыд ты и Кузь ты (Большое озеро и Длинное озеро) на левобережье Вычегды на расстоянии примерно 18 км по прямой от районного центра села Айкино на восток-юго-восток.

## История
Известна с 1592 года. В 1608 года упоминается как деревня Другая Коквица (Мод От). В деревне было семь дворов, из них только два — жилые.
В 1678 году здесь имелось 9 дворов. В 1719 году деревня записана под названием Малые Коквицы. В 1782 году в деревне насчитывалось 26 дворов, 201 человек. С 1916 году деревня стала именоваться Нижними Коквицами.

## Население
Постоянное население составляло 47 человек (коми 100 %) в 2002 году, 21 в 2010.